# ロビー・ミューラー
ロビー・ミューラー（Robby Müller、1940年4月4日 - 2018年7月4日）は、オランダ出身の撮影監督。

## 経歴
キュラソー島のウィレムスタット出身。アムステルダムでキャリアを始め、ドイツに渡り、ヴィム・ヴェンダースの初期作品で知られているが、やがてアメリカ合衆国に渡る。ジム・ジャームッシュやラース・フォン・トリアー、マイケル・ウィンターボトムなど、個性的な監督の作品を手がけた。
2018年7月4日、アムステルダムにて逝去した。78歳没。

## 主な作品
- ゴールキーパーの不安 Die Angst des Tormanns beim Elfmeter (1972)
- 都会のアリス Alice in den Städten (1974)
- まわり道 Falsche Bewegung (1975)
- さすらい Im Lauf der Zeit (1976)
- アメリカの友人 Der Amerikanische Freund (1977)
- 忍冬の花のように Honeysuckle Rose (1980)
- ニューヨークの恋人たち They All Laughed (1981)
- レポマン Repo Man (1984)
- パリ、テキサス Paris, Texas (1984)
- L.A.大捜査線/狼たちの街 To Live and Die in L.A. (1985)
- ダウン・バイ・ロー Down By Law (1986)
- バーフライ Barfly (1987)
- ミステリー・トレイン Mystery Train (1989)
- 都市とモードのビデオノート Aufzeichnungen zu Kleidern und Städten (1989)
- コルチャック先生 Korczak (1990)
- 夢の涯てまでも Bis ans Ende der Welt (1991)
- 恋に落ちたら… Mad Dog and Glory (1993)
- デッドマン Dead Man (1995)
- 愛のめぐりあい Al di là delle nuvole (1995)
- 奇跡の海 Breaking the Waves (1996)
- タンゴ・レッスン The Tango Lesson (1997)
- ゴースト・ドッグ Ghost Dog: The Way of the Samurai (1999)
- ダンサー・イン・ザ・ダーク Dancer in the Dark (2000)
- 24アワー・パーティ・ピープル 24 Hour Party People (2002)
- コーヒー&シガレッツ Coffee and Cigarettes (2003)